# Сады Семирамиды (фильм)
«Сады Семирамиды» (груз. სემირამიდას ბაღები) — советский художественный фильм, снятый в 1970 году на студии Грузия-фильм.

## Сюжет
Действие фильма начинается летом 1941 года. Грузинские колхозники приезжают в украинское село для обмена опытом. Там завязываются отношения, дружба, а у кого-то — любовь. Во время войны мужчины уходят на фронт, а женщины с детьми эвакуируются в Грузию, где осушают болота, садят деревья и выращивают сады — сады Семирамиды.

## В ролях
- Меги Цулукидзе — Магда
- Гиорги Кикадзе — Гиорги
- Галина Сполуденная — Мария
- Яков Трипольский — Левани
- Ипполит Хвичия — Иполит
- Котэ Даушвили — Герасим
- Анатолий Барчук — Алексей
- Дудухана Церодзе — Ивлит
- Виктор Полищук — Шкурат
- Даниил Ильченко — Отец Шкурата
- Антонина Красилича — Мать Шкурата
- Вахтанг Нинуа — Атанас
- Владимир Волков — Демиан
- Ольга Матешко — Зоия
- Василий Чхаидзе — Почтальон
- Маргарита Криницына — Клавдия
- Ефим Байковский

## Съёмочная группа
- Режиссёр: Семён Долидзе
- Сценарист: Семён Долидзе
- Оператор: Феликс Высоцкий
- Композитор: Давид Торадзе
- Художник: Кахабер (Кахи) Хуцишвили